# マイケル・サーン
マイケル・サーン（Michael Sarne、本名：Michael Scheuer、1940年8月6日 - ）は、イギリスの映画監督・俳優・歌手。別表記としてMike Sarne/マイク・サーンがある。

## 経歴
1940年8月6日、イングランド・ロンドン・パディントンでチェコスロバキア系の家系に生まれる。
1960年代はポップシンガーとして活躍。1962年「Come Outside 」などのヒットで知られた。
1960年代半ばからは俳優として「アベンジャーズ」「銀髪の狼」といった英国のTVシリーズ、映画では「廃墟の街」（1963）で主役を演じたほか、 「侵略カルテット」（1961）、「毎日の休日」（1965）、「セシルの歓び」 （1967）、「死海殺人事件」（1988）などに出演。CMディレクターや映画評論家としても活動。
「ジョアンナ」（1968）で長編映画監督デビュー。『マイラ-むかし、マイラは男だった-』（1970）では性転換したヒロインにラクエル・ウェルチを起用しセンセーショナルな話題に。

## 主な監督作品
- Every Day's a Holiday（1965）※短編
- The Road to Saint Tropez（1966）※短編
- ジョアンナ（1968年）
- マイラ-むかし、マイラは男だった-（1970）
- the PUNK（1994）